# Colonizzazione dell'Ulster

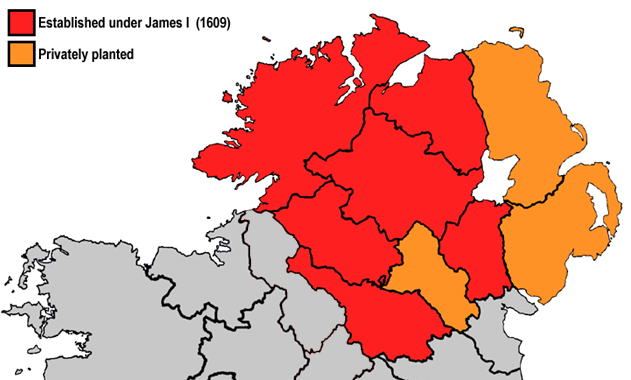
Le contee dell'Ulster (confini moderni) che furono colonizzate durante la plantation

La colonizzazione dell'Ulster (in inglese, spesso non tradotto, Plantation of Ulster; Plandáil Uladh in gaelico irlandese) fu una colonizzazione progettata che interessò la provincia settentrionale irlandese dell'Ulster a beneficio di parte della popolazione inglese e scozzese.

## Storia
Una prima forma privata di plantation avviata da latifondisti facoltosi avvenne già nel 1606, mentre la colonizzazione ufficiale gestita e promossa da Giacomo I d'Inghilterra iniziò dal 1609. 
Tutti i possedimenti dei regnanti irlandesi delle potenti dinastie O'Neill ed O'Donnell, così come di coloro che li avevano supportati in passato, furono confiscate e riassegnate ai nuovi coloni. Le terre accumulate raggiungevano la ragguardevole cifra di circa mezzo milione di acri (2 000 km²) compresi nelle aree di Tyrconnell, Tyrone, Fermanagh, Cavan, Coleraine ed Armagh. Gran parte dell'Antrim e del Down furono invece colonizzati privatamente.
I "governatori britannici", come venivano appellati i colonizzatori, erano in gran maggioranza inglesi e scozzesi. Come requisito, gli aspiranti coloni dovevano parlare inglese ed essere protestanti. I colonizzatori scozzesi erano a maggioranza presbiteriani, mentre gli inglesi sostanzialmente credenti della Chiesa d'Inghilterra. La Plantation of Ulster fu la maggiore di quelle avvenute in Irlanda. Lo scopo di tale operazione fu di prevenire ogni successiva ribellione, dato che era stata l'area dell'isola irlandese che più aveva contrastato il dominio inglese nel secolo precedente.